# Murueta
Murueta è un comune spagnolo di 259 abitanti situato nella comunità autonoma dei Paesi Baschi.